# Garibaldi (banda)
Garibaldi   es una agrupación de pop mexicana fundada en el año 1989 en Ciudad de México. Fue producida por Luis de Llano Macedo y Óscar Gómez e integrada originalmente por Pilar Montenegro, Patricia Manterola, Luisa Fernanda Lozano, Katia Llanos, Charly López, Xavier Ortiz, Víctor Noriega y Sergio Mayer.
En el 2023, el proyecto continúa, ahora conocido como GB5 cuyos integrantes actuales son Patricia Manterola, Katia Llanos, Luisa Fernanda, Charly López y Víctor Noriega

## Historia
En 1989, el reconocido productor discográfico Luis de Llano Macedo tuvo la idea de juntar a ocho jóvenes  en la Ciudad de México con el fin de conformar una nueva agrupación musical. Macedo nombró a la banda Garibaldi, en honor a la plaza donde grupos de música mexicana, mariachis, tríos, jarochos, norteños y trovadores, se congregan para inyectarle vida a la música nacional. Luis de Llano se asoció con Óscar Gómez y convocaron a los integrantes del grupo.

## Origen del nombre
El nombre del grupo Garibaldi hace alusión a la Plaza Garibaldi, una de las plazas más importantes y representativas de México, donde suelen apreciarse espectáculos de mariachi. No hay un pueblo o región de México que no tenga su propio baile o su música característica. De hecho, y a través de las diversas épocas de la historia mexicana, la música siempre ha tenido un papel preponderante y ha sido el canal de comunicación de los sucesos, las alegrías y las desgracias del pueblo, y servido para canalizar los mensajes de los movimientos sociales, al tiempo que ha constituido una crónica viva de las leyendas y tradiciones. Desde la Sandunga hasta la Adelita, de las Mañanitas a la Llorona, de la Bamba al Jarabe Tapatío, la música nacional es algo que los mexicanos llevan en la sangre y que forma parte íntima de su idiosincrasia.
Así surge Garibaldi, un concepto novedoso que reúne estas características en un afán por mostrar, no sólo a los mexicanos, sino al mundo entero, de qué forma está viva la tradición musical mexicana.

## El concepto
Garibaldi es música, baile, color y alegría. Es un espectáculo que integra y fusiona las maravillas electrónicas modernas, en luces y sonido, en un contexto visual que muestra sofisticados vestuarios regionales, las canciones típicas del país azteca y, sobre todo, el sabor y la energía de un grupo de jóvenes orgullosos de ser mexicanos.
En el presente, los miembros de la alineación original, se ha agrupado para llevar a tanto a las generaciones que crecieron con ellos como a las nuevas, sus éxitos de entonces actualizados y presentando nuevas versiones de covers para deleite de los auténticos incondicionales de la formación.

## Trayectoria
Con el paso del tiempo, la alineación original ha sufrido cambios, al igual que los atuendos y la música, que pasó de ser la reinterpretación de viejas canciones mexicanas a la búsqueda de temas inéditos y ritmos nuevos para la agrupación, como la salsa, el merengue, lambada y el dance.
En 2001, el octeto se integra por Alyn Chenillo, Rebeca Tamez, Ana Saldívar y Paola Toyos, Agustín Arana, Rafael Amaya, Ricardo Crespo y Stefano Bosco, quienes lanzaron los trabajos "Casado Sabe Más Bueno" y "Punto G" (Lanzado como "Muéveme" en su edición española).

## Últimos años
Garibaldi fue la puerta de entrada hacia la fama para sus integrantes, pues la mayoría de ellos continuaron su carrera en el mundo de los espectáculos, en los campos de la música, la actuación, la conducción y la locución, entre los que se encuentran Patricia Manterola, Pilar Montenegro, Ingrid Coronado, Luisa Fernanda Lozano, Paola Toyos, Sergio Mayer, Víctor Noriega, Charlie López, Xavier Ortiz, Agustín Arana y Rafael Amaya.
Esta agrupación mostraba un ritmo fresco y alegre, típico de la década. Las canciones y el estilo inigualable permitieron a la agrupación tener un éxito notable, pues sus canciones eran escuchadas (y lo siguen siendo) en muchas fiestas y eventos por ese estilo contagioso y alegre. Entre sus canciones más conocidas están "Que te la pongo", "Banana", "La Ventanita", "Dame un beso", "Marta Elena", "Los Hijos de Buda", "Gariboom" y "Las mujeres dicen que el hombre casado sabe más bueno", este último aunque es un tema musical controvertido, aunque con muchos éxitos para las fiestas.
También tuvieron su película, en 1993, llamada ¿Dónde quedó la bolita?, la cual fue rodada en Ixtapa, contando con varios actores de la comedia.

### GBLI: Nueva Generación (2019-2020)
Charlie López se lanza como productor de un nuevo concepto de garibaldi, una nueva generación que fuera capaz de conectar con el público joven con canciones actuales y pegadizas y por supuesto con los éxitos de lo que tuvo la banda Garibaldi, sin embargo en el 2019 Charlie lanza al estrellato a 8 nuevos chicos para conformar un nuevo proyecto llamado "GBLI Nueva Generación", el cual tuvieron que ponerle sólo las letras al nuevo grupo, ya que uno de sus exintegrantes originales Sergio Mayer, adquirió los derechos del nombre y sin la autorización del mismo no se puede volver a utilizar dicho nombre. 
Sin embargo Charlie para presentar al nuevo grupo, en el 2019 lanzan el primer sencillo "La Ventanita" un clásico original del grupo de 1994 pero con un nuevo sonido fresco y actual, pero la poca aceptación de la gente y el poco éxito no lograron el éxito esperado. Aun así en el 2020 se lanza en plataformas digitales un "EP" de solo 4 canciones titulado "Garibaldi Nueva Generación" el cual fue un rotundo fracaso en plataformas.
A Mediados del 2020 Charlie decide poner fin al proyecto, ya que lastimosamente no vio el éxito esperado.

### GB5 (2023-2024)
A Mediados del 2023 el grupo está de regreso con 5 de los 8 integrantes originales, esta vez con la denominación GB5, el cual harán su debut en la quinta etapa de la gira del 90s Pop Tour (2023-2024), además el grupo ya confirmó que tienen mucha música nueva y que también harán nuevas versiones frescas de sus éxitos y también próximamente habrá un nuevo álbum de estudio. 

### Integrantes actuales
- Patricia Manterola
- Charlie López
- Katia Llanos
- Víctor Noriega
- Luisa Fernanda Lozano

### Integrantes originales
- Patricia Manterola
- Katia Llanos
- Luisa Fernanda Lozano
- Charlie López
- Víctor Noriega
- Pilar Montenegro
- Sergio Mayer
- Xavier Ortiz †

## Discografía
- 1988 - Garibaldi (en España se lanzó con el título "Mex Mix")
- 1989 - Que te la pongo
- 1990 - Los hijos de Buda
- 1991 - Nochebuena
- 1993 - Dónde quedó la bolita (original banda sonora)
- 1993 - Gritos de guerra, gritos de amor
- 1994 - Caribe
- 1995 - Miami Swing
- 1998 - Garibaldi XXI
- 1999 - Reunión 10
- 2001 - Punto G ("Muéveme" en su edición española)
- 2010 - Bicentenario
- 2020 - Garibaldi Nueva Generación (GBLI) (EP)

## Filmografía
- 1990 - Alcanzar una estrella
- 1993 - ¿Dónde quedó la bolita?